# Chandragiri, Madhugiri
Chandragiri là một làng thuộc tehsil Madhugiri, huyện Tumkur, bang Karnataka, Ấn Độ.